# Människovärde

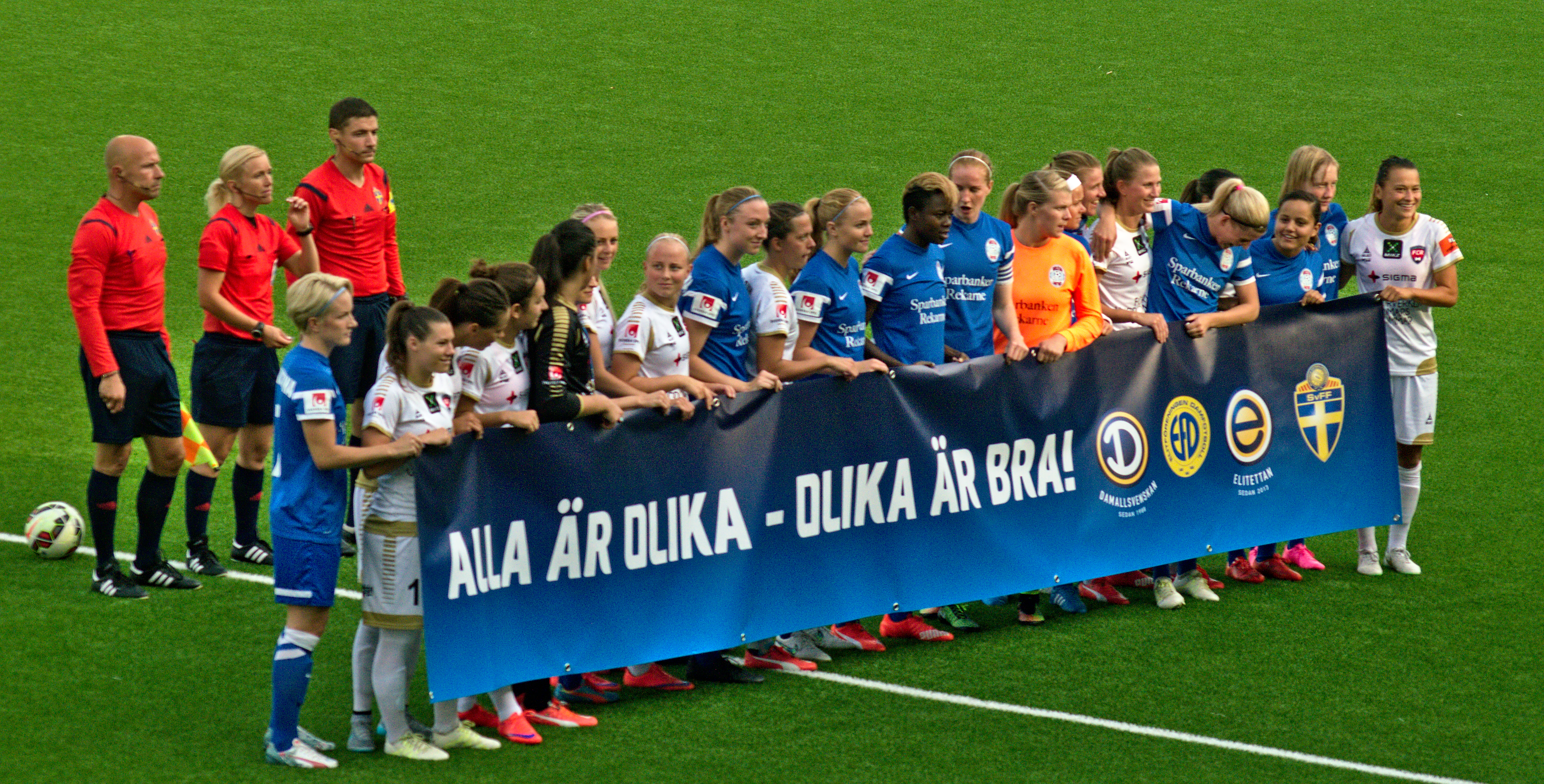
Svenska Fotbollförbundet låter spelare visa en banderoll i samband med en match i Damallsvenskan 2015.

Människovärde (jfr eng. human dignity, fr. dignité humaine, ty. Menschenwürde) är ett begrepp som används i etiska, religiösa, politiska och juridiska sammanhang. Det förutsätts vara ett egenvärde som alla människor har i egenskap av tänkande och kännande varelser. Man kan tala om människolivets okränkbarhet eller om alla människors lika värde.

## Definition
Engelskans "värdighet" (Dignity eller Human dignity) som används i flera internationella konventioner med en betydelse snarlik "människovärde", började anta sin nuvarande betydelse först omkring mitten av 1800-talet. Att begreppet skiljer sig mellan språken gör att den engelska termen rymmer delvis andra betydelser eller nyanser. Gemensamt mellan språken är att begreppen har kritiserats för sin inneboende vaghet.
Människovärdet är knutet till existensen, inte till funktioner eller egenskaper. Alla människor har vissa fundamentala rättigheter (rätt till liv, frihet, personlig säkerhet och ett värdigt liv) som ska respekteras och i dessa avseenden är ingen förmer än någon annan. Det utesluter inte möjligheten att värdera människors egenskaper, lämplighet eller kvalifikationer i ett visst bestämt sammanhang. En sådan rangordning kränker inte andra människors människovärde.
Människovärdesbegreppet är, särskilt i västvärlden, ett normativt axiom som inte kan bevisas genom empirisk undersökning eller prövning.
I Svensk ordbok definieras termen människovärde som det värde människan har som tänkande och kännande varelse.

## Människovärdets principer
Tanken om ett speciellt människovärde vilar på (minst) sex olika principer:
1. Mänskligt liv har egenvärde
2. Endast mänskligt liv har egenvärde
3. Mänskliga individer har egenvärde
4. Alla människor har egenvärde
5. Alla människor har lika egenvärde
6. Det egenvärde som mänskligt liv och människor har är absolut och okränkbart

## Historia
Människovärdets ursprung spåras till olika ideologiska, religiösa och filosofiska rörelser och tänkare genom historien. Begreppets historieskrivning är (2023) fortsatt föremål för en omfattande akademisk debatt där de dominerande perspektiven attraherar såväl förespråkare som motståndare.
De judisk-kristna och de antika filosofiska föreställningarna om människan och hennes specifika värde präglade medeltidens mentalitet. Thomas av Aquino, en av medeltidens främsta filosofer och teologer, beskrev människan som skärningspunkten mellan himmel och jord, Gud och skapelse, andligt och materiellt och därmed innefattande hela verkligheten i sig.
Giovanni Pico della Mirandola publicerade 1486 ett tal som fick titeln ”Om människans värdighet” (De dignitate hominis) som kom att få ett stort inflytande på den fortsatta diskussionen om människovärdet. I talet ser man spår av både den antika världens och medeltidens tankar. I talet betonas varje enskild människas människovärde och han lyfte mer än tidigare fram människans individualitet. Medeltiden hade uppfattat människan som en person infogad i ståndssamhällets och kyrkans gemenskap. Pico framhåller framhöll att människan är verklighetens mitt genom att vara ”de himmelska väsendenas förtrogna och de lägres (det vill säga djurens och växternas) konung”.
Under 1500-talet växte flera nationalstater fram i Europa, bland annat Sverige. De ersatte medeltidens religiösa och politiska enhetskultur. I samband med detta växte också behovet av att skydda den enskilde medborgaren mot statsmakten fram. I England formulerades på 1600-talet flera rättighetsdeklarationer som tydliggjorde en maktfördelning och -ordning mellan kungen och parlamentet (Petition of Rights, Habeas-Corpus-Acts och Bill of Rights). Dessa deklarationer – liksom Magna Charta som var ett feodalt privilegiebrev – säkerställde politiska rättigheter och friheter, men inte för alla utan endast för vissa människor. Dokumenten lade dock grunden för ett frihetstema som kom att prägla en fortsatt utveckling mot att omfatta alla fria medborgare och slutligen alla människor.
Filosofen och statsvetaren John Locke (1632-1704) kom att få mycket stor betydelse för begreppets fortsatta utveckling. Locke menade att varje människa är fri till sitt väsen eller till sin ”natur”. Hennes rättigheter är inneboende, oförytterliga och inte beroende av politiska system. Människans otrygga tillvaro i naturtillståndet menade han rationaliserade att genom ett samhällsfördrag inrätta staten och skapa en överhet. Denna överhet hade som främsta uppgift att skydda sina medborgare och att borga för deras liv, frihet och egendom. Detta fick dock inte ske på bekostnad av den enskilda individens fri- och rättigheter. I stället skulle staten skydda dem.
De banbrytande franska filosoferna Voltaire och Montesquieu vidareutvecklade Lockes idéer. Voltaire ses som en av åsiktsfrihetens och toleransens främsta talesmän. Montesquieu delade den offentliga makten i en lagstiftande, en verkställande och en dömande makt, allt för att skydda medborgarnas fri- och rättigheter.
Filosofen Thomas Hobbes hörde till dem som inte såg människans värde som universellt utan instrumentellt. För Hobbes var olika människors värde beroende på kapacitet och prestation. Dennes hållning står i kontrast till Immanuel Kants ställningstagande att människan måste tillskrivas ett inneboende värde snarare än ett instrumentellt värde. Detta för att inte reduceras till ett medel för något annat ändamål. Kants etiska förhållningssätt med fokus på människan har haft fortsatt stort inflytande över västerländsk filosofi och politik. Han hävdade även de mänskliga rättigheterna, särskilt rätten till liv, frihet och egendom. Kant var dock den förste som förutom friheten framhöll människans moraliska autonomi och därmed hennes ansvar för sina handlingar. Han menar att autonomin eller självbestämmandet i själva verket var ”grunden för människovärdet”. Hans inflytande kom att leda till att man i Tyskland kom att betona medborgarnas plikter mot staten framför deras rättigheter. Naturrätten i sin tyska version är mer stats- och auktoritetsorienterad än motsvarande doktrin i den engelska och franska traditionen.
Deklarationer som syftar till att slå vakt om människovärdet har således en lång förhistoria. De teoretiska föreställningarnas politiska genombrott kom med den amerikanska och den franska revolutionen. Den amerikanska rättighetsförklaringen slår fast att alla människor till sitt väsen ("by nature") är lika fria och oberoende, och har vissa oförytterliga rättigheter ("inherent rights"). Dessa termer är framvuxna ur i synnerhet den lockeanska naturrättsläran. Den franska deklarationen avsåg alla människors rättigheter medan de nationalstater som bildades på 1800-talet deklarerade dem som nationella medborgerliga rättigheter. De hade till uppgift att säkerställa den borgerliga friheten mot statsmakterna och att garantera allas likhet inför lagen.
Den industriella revolutionen skapade nya ekonomiska och sociala förhållanden och beroenden.1800-talets socialistiska ideologi och rörelser betonade de sociala aspekterna av människosynen. Socialister menade att enbart liberala frihetslagar inte kunde borga för social rättvisa. Den individuella frihetens sociala bas menade de kunde hotas av arbetslöshet och utslagning. Det ledde till dagens socialt medvetna stater.
FN:s generalförsamling antog 1948 den allmänna deklarationen om de mänskliga rättigheterna efter andra världskriget, då de mänskliga rättigheterna under kriget systematiskt hade kränkts storskaligt. FN:s deklaration har utvecklats till en folkrättsligt förpliktande norm.
Det historiska förloppet fram till dagens deklarationer och konventioner har berott på många faktorer. Den mest centrala är människors växande etiska medvetande om den bärande normativa princip eller gemensamma referenspunkt som har fått namnet människovärde. Den växande föreställningen om alla människors lika värde finns hela tiden med som en etisk klangbotten och har gett kraft åt argument för politisk och social jämlikhet.

## Principen om alla människors lika värde
Att alla människor har lika och okränkbart människovärde brukar kallas för likavärdesprincipen. Denna princip är en grundläggande värdering i moderna demokratier.
Principen kan vara svår att förstå mot bakgrund till exempel av;
- Att människor värderar nära och kära högre än andra. Människor kan alltså ha olika personligt värde.[7]
- Trots att alla människors lika värde är inskrivet som en central värdegrund i den svenska regeringsformen så är det uppenbart att människor för staten har olika medborgerligt värde. Svenska staten tar i huvudsak ansvar för Sveriges knappt 10 miljoner egna medborgare bland världens alla medborgare.[7]
- Människor tillmäts olika samhälls- och företagsekonomiskt värde beroende på vilken roll de spelar i arbetslivet.[7]
- Människor kan också ha olika kulturellt värde, beroende på vilken insats de gör i kulturlivet, de kan ha olika estetiskt värde, beroende på hur vackra de är, och så vidare, utan att detta står i strid med likavärdesprincipen.[7]

Att alla människor har samma människovärde, men inte är lika värdefulla i alla livssituationer, är en grundsanning som har accepterats av många. Begreppet innefattar alla människor oberoende av om de är onda eller goda och oberoende av deras förmåga eller lämplighet i vissa särskilda sammanhang, till exempel vid uttagning till landslaget i fotboll eller vid val av äktenskapspartner. Det är inte en kränkning av människovärden att människor värderas olika i sådana sammanhang.

## Människovärde och mänskliga rättigheter
Likavärdesprincipen handlar om ett speciellt etiskt värde, vilket i regel tänks vara knutet till någon egenskap som vi har enbart som människor. Det kan beskrivas som att människan i sig själv, oberoende av olika värde i livskvalitet eller instrumentellt värde som skapas genom (goda) handlingar, har ett inneboende eller inherent värde. Oklarheten i vad som avses med ett etiskt värde har gjort att många filosofer sökt sig bort från värdespråket och i stället beskriver människors lika värde i termer av mänskliga rättigheter. Ingemar Hedenius föreslog 1982 följande definition av likavärdesprincipen:
| ”                  | Att alla människor har samma värde är detsamma som att alla människor har samma mänskliga rättigheter och samma rätt att få dem respekterade och att ingen människa i detta avseende är förmer än någon annan | „ |
| – Ingemar Hedenius | |   |

Till tidiga försök att kodifiera människovärdet hör franska deklarationen om de mänskliga rättigheterna (1789), vars första paragraf lyder:
| ” | Människorna föds och förblir fria och till rättigheter likställda | „ |

De mänskliga rättigheterna kan sägas vara en slags lägsta-nivå som samhället måste garantera för att människovärdet ska kunna förverkligas i den enskilda människans tillvaro. De mänskliga rättigheterna tydliggör människovärdets innehåll så att det blir möjligt att konstatera när en kränkning av människovärdet sker.
I EU:s stadga om människors grundläggande rättigheter lyder den artikel som föregår artiklarna om mänskliga rättigheter: ”Människans värdighet är okränkbar. Den skall respekteras och skyddas”. I en officiell kommentar förtydligas att människans värdighet ”utgör själva grunden för de grundläggande rättigheterna”.
Samtidigt kan ett ensidigt fokus på människans rättigheter ske på bekostnad av den miljö hon måste leva i och av. Kritiker av den människocentrerade etiken som filosofen Hans Jonas argumenterar för att människan har brustit i sin plikt mot kommande generationer, genom att inte fullt ut ta ansvar för sin omgivning.

## Människovärdets olika tolkningar
Flera av de stora världsreligionerna bär på idéer som är snarlika den moderna idén om människovärde. Enligt de Abrahamitiska religionerna judendom, kristendom och islam får människan en form av människovärde i egenskap av guds avbild. Enligt den kristna principen är alla människor lika inför Gud, vilket betonas i Bibeln. Inom buddhismen och hinduismen förlänas värdet genom att människan utgör en del av den gudomliga skapelsen. Samtidigt har människovärdet genom historien upprepade gånger kränkts av religiösa institutioner eller i guds och religionens namn.
Enligt den humanistiska principen är alla människor lika inför varandra. En annan del av den humanistiska människosynen är att alla människor ska vara lika inför lagen. Centralt är att alla människor föds med ett inneboende värde eller värdighet som är oberoende av hennes egenskaper, kapacitet eller status. Därför anses alla människor äga vissa rättigheter som måste respekteras, vilka brukar kallas för mänskliga rättigheter. Humanismen betonar även vikten av personlig autonomi. Detta hindrar inte att människor i specifika situationer bedöms efter sina förmågor, förutsatt att deras människovärde inte kränks.
Båda principerna bygger på en idé om människors inneboende jämlikhet, och att alla personer förtjänar en viss respekt och vissa rättigheter utifrån tanken att vi alla har samma moraliska status.

### Relativisering av människovärdet
Människovärdet har genom historien relativiserats av en rad olika ideologier och trosuppfattningar. Bland annat socialdarwinismen som på olika sätt försvarar den starkares rätt. Inom kommunismen har människovärdet relativiserats utifrån vilka som ansetts tjäna det gemensamma bästa.
Nyliberala idéer om ekonomiska rättigheter har kritiserats för att använda ett språkbruk från mänskliga rättigheter, som enligt kritikerna maskerar bakomliggande ekonomiska särintressen.

## Politisk-ideologiska frågor och människovärdet
Bedömningen av vilka politiska ideologier som kan anses kränka människovärdet är subjektiv och kan variera beroende på individuella värderingar, kulturell bakgrund och historisk kontext. Det finns dock vissa ideologier som historiskt sett och i bred samhällsdebatt ofta kritiseras för att kränka eller underminera människovärdet:

### Totalitarianism
Ideologier som leder till totalitära regimer, där staten har obegränsad makt över individer och där grundläggande friheter och mänskliga rättigheter undertrycks, anses ofta kränka människovärdet. Exempel på detta är fascism och stalinism.

### Extremism
Extrema versioner av olika politiska och religiösa ideologier, som främjar våld, hat och intolerans mot vissa grupper, anses ofta strida mot principerna om människovärdet. Exempel på sådana ideologier är radikal islamism, radikal nationalism, högerextremism och vänsterextremism. Extrema versioner av ideologier kan främja rasistiska åsikter och diskriminering av individer baserat på etnicitet, religion eller annan identitet. Det anses kränka människovärdet. Sådana ideologier kan bidra till våld och diskriminering mot vissa grupper i samhället.

### Auktoritarianism
Politiska system som bygger på auktoritär styrning och begränsar individuella friheter och politisk pluralism kan också anses underminera människovärdet. I dessa system kan friheter som yttrande-, förenings- och pressfrihet vara starkt begränsade, vilket påverkar individens förmåga att uttrycka sig och delta i samhällslivet.

### Den starkes rätt
Ideologier som bygger på den starkes rätt, såsom socialdarwinism, anses generellt inte vara förenliga med människovärdesprinciper. Socialdarwinismens fokus på konkurrens och överlevnad för den starkaste står i kontrast till människovärdesprincipernas betoning av respekt och skydd för alla individer.

### Kontroversiella frågor
Utöver de tidigare nämnda ideologierna och politiska systemen förekommer kritik utifrån människovärdet mot andra politiska företeelser och idéer. Huruvida dessa kränker eller underminerar människovärdet är dock omtvistade och kontroversiella frågor, där individers bedömningar och inställningar skiljer sig åt beroende på juridiska, kulturella, historiska och etiska perspektiv.

#### Dödsstraff
Frågan om dödsstraff berör grundläggande etiska och moraliska principer, inklusive frågor om statens roll, rättvisa, förlåtelse och mänsklig värdighet. Medan många ser dödsstraff som en kränkning av de mest grundläggande mänskliga rättigheterna, anser andra dödsstraff vara en nödvändig och rättvis straffmetod för de allvarligaste brotten. Denna debatt fortsätter att vara relevant i många delar av världen.

#### Dödshjälp
Dödshjälp och dess förenlighet med människovärde är en komplex och omtvistad fråga. De som är för dödshjälp argumenterar ofta att det är en fråga om individens rätt till självbestämmande och autonomi. De hävdar att möjligheten att välja en värdig död, särskilt i fall av svår och obotlig sjukdom, är en del av att respektera människovärdet. Att tillåta dödshjälp ses som ett sätt att lindra onödigt lidande och ge människor kontroll över sina egna liv och död. Motståndare menar å andra sidan att dödshjälp utgör en kränkning av människovärdet. De framhåller samhällets skyldighet att skydda alla liv och varnar för riskerna och det sluttande planet som kan uppstå om dödshjälp blir praxis. Motståndare uttrycker också oro för att dödshjälp kan leda till att svaga och/eller sjuka individer väljer döden för att inte ligga andra till last.

#### Livets början, abort och genteknik
Framfödandet av nytt mänskligt liv förutsätter befruktning, men också att ägget implanteras i livmodern och att olika organsystem utvecklas under graviditetens gång. Frågan om när det växande fostret skall tillskrivas människovärde är omtvistad och det har visat sig svårt att fastställa någon allmängiltig gräns. Det finns dock en mängd uppfattningar om var gränsen skall dras, vilka kan indelas i tre kategorier. De två tidigaste tillskriver människovärde direkt vid befruktningen eller i samband med implantationen. Den tredje medger att livet i biologisk mening börjar tidigare, men att fostret kan tillskrivas människovärde först i senare utvecklingsstadier.
Enligt den katolska kyrkan omfattas människan redan från befruktningen av ett fullständigt människovärde, vilket utgör grunden för samfundets abortmotstånd. En direkt konsekvens av denna hållning är att abort i princip blir att likställa med mord. Alternativet är att skilja mellan utvecklat och potentiellt mänskligt liv och först när embryot når ett stadium av tillräcklig utveckling tillskriva henne människovärde. FN:s allmänna förklaring om de mänskliga rättigheterna undviker den gränsdragningen genom att bara omfatta redan födda människor. Svensk och västerländsk aborträtt utgår i allmänhet ifrån idén om ett progressivt människovärde, vilket under fostrets tidiga utvecklingsstadier trumfas av förälderns självbestämmanderätt. Abortgränsen kan då dras vid den graviditetslängd som fostrets hjärna bedöms tillräckligt utvecklad för att ha blivit medveten eller när fostret skulle klara sig utanför livmodern.
Gentekniken är en kontroversiell fråga inom diskursen om människovärde och har beskrivits som ett hot mot människans värdighet av bland annat Francis Fukuyama. Även biologen Lee Silver har varnat för ett framtidsscenario där gentekniken ger upphov till ett biologiskt grundat klassamhälle, inklusive risken att människor på vårat nuvarande utvecklingsstadium kommer att betraktas som djur. Olika typer av begränsningar av vad som är tillåtet att göra med foster, embryon och befruktade ägg förespråkas av anhängare av både omedelbart och progressivt människovärde. I takt med den vetenskapliga och tekniska utvecklingen inom medicinen uppstår nya etiska frågeställningar och debatter om människovärdet.

#### Religion
Religioner erbjuder ofta en moralisk och etisk ram som kan omfatta starka principer om mänsklig värdighet, kärlek, respekt och omsorg om andra. Dessa principer kan vara i linje med moderna uppfattningar om människovärde, men det finns också situationer där specifika religiösa läror eller tolkningar kan komma i konflikt med sekulära uppfattningar om mänskliga rättigheter och individuell frihet.

#### Ojämlik maktfördelning
Omfattande och systematisk maktojämlikhet som leder till kränkningar av grundläggande rättigheter och friheter anses problematisk i förhållande till människovärdet. Ett samhälle som värderar människovärdet menar vissa bör sträva efter att minimera orättvisa maktordningar och främja jämlikhet och inkludering.

#### Ojämlik resursfördelning
Ojämlik resursfördelning och dess relation till människovärdet är en komplex och ofta omtvistad fråga. Människovärdesprincipen, som innebär att alla människor är lika värda och förtjänar respekt och värdighet, ger inte en entydig vägledning om hur resurser bör fördelas i ett samhälle. Extrem ojämlikhet i resursfördelning som resulterar i att vissa individer eller grupper inte kan tillgodose sina grundläggande behov – som mat, bostad, sjukvård och utbildning – eller att deras grundläggande rättigheter kränks, menar vissa kränker människovärdet. Hur ett samhälle väljer att fördela resurser är ofta en fråga om ekonomisk och socialpolitik. Medan vissa politiska ideologier betonar marknadens roll och individuell frihet, fokuserar andra på statliga ingripanden för att minska ojämlikheter och främja social välfärd och rättvisa.

#### Det evolutionära perspektivet
Ur ett evolutionärt perspektiv uppstår en paradox i förhållande till människovärdet. Om människovärdet är något för människan unikt behöver en gräns dras någon gång under människans utveckling från lägre primater, men det är inte nödvändigtvis uppenbart var den gränsens skall dras. Biologiskt finns stora likheter med neandertalare, Homo erectus och även schimpanser. I försök att definiera människans särart har filosofen Ernst Cassirer fokuserat på förmågan att bruka symboler och skapa en gemensam kulturell kontext. Historiskt är tesen om förnuftet som något för människan specifikt vanlig och går tillbaka till René Descartes, som lyfter fram människans unika språkförmåga som ett förnuftsbevis. David Hume menade tvärtom att djur uppenbarligen äger förnuft. John Locke valde en form av medelväg genom att framhålla djurens minneskapacitet samtidigt som han menade att de saknar abstraktionsförmåga. I en modern kontext tillskrivs alla levande människor ett människovärde, även de som på grund av svår sjukdom fått sin förnuftsförmåga rubbad. Ett inneboende problem i försöken att konkretisera vad det är som skänker människan hennes värde är att resonemangen tenderar att inte omfatta alla människor.

## Kritik mot termen "värde"
Alla människors lika värde är ett uttryck som ofta förekommer i svensk samhällsdebatt och dessutom är inskrivet i svensk grundlag. Även i så kallat värdegrundsarbete förekommer uttrycket ofta.
Den svenska användningen av värde istället för värdighet anses vara upphov till jämförelser, värdering och relativisering som inte förekommer i samma omfattning i andra länder där värdighet istället används.

## I Sverige
Idén om människovärdet har gradvis fått mer inflytande i det svenska samhället, under påverkan av intellektuella och politiska strömningar från kontinenten med början under 1700-talet. Vid 1800-talets mitt hade tankegångens inflytande på politiken ökat markant. Före och efter sekelskiftet 1900 omsattes detta i den politiska vilja som genomförde allmän rösträtt och införde ny lagstiftning till skydd för den enskilde och dennes rättigheter. Under 1920-talet följde Per-Albin Hanssons dröm om folkhemmet med sociala och ekonomiska trygghetssystem som garanterade att mindre lyckligt lottade inte lämnades därhän. Vid mitten av 1900-talet hade stödet till de fattiga under ett par hundra år gått från att ses som en allmosa, till något som ingick i samhällskontraktet, till något vars själva utformning skulle respektera mottagarens värdighet. I och med 1974 års regeringsform skrevs människovärdet in i grundlagens första kapitel.
| ”                              | Den offentliga makten ska utövas med respekt för alla människors lika värde och för den enskilda människans frihet och värdighet. | „ |
| – 1 kap 2 § RF, första stycket | |   |

Ambitionerna var bland annat överensstämmelse med FN:s deklaration om de mänskliga rättigheterna och de grundläggande demokratiska värderingar som identifierades i arbetet med fri- och rättighetsutredningen. Paragrafen innebär inte i sig något skydd för den enskilde utan utgör en målsättning som sedan har realiserats genom vidare lagstiftning gällande skola och arbete samt hälso- och sjukvård. Människovärdet har central betydelse för utformandet av socialtjänstlagen, hälso- och sjukvårdslagen samt till dem relaterade föreskrifter. Det har också varit den gemensamma etiska nämnaren i flera statliga utredningar under de senaste decennierna. Människovärdesprincipen är också den högst rankade av de tre huvudprinciperna i riksdagens prioriteringsplattform för svensk sjukvård.
| ”                                           | människovärdesprincipen, alla människor har lika värde och samma rätt till sjukvård oberoende av personliga egenskaper och funktioner i samhället | „ |
| – Sveriges riksdags prioriteringsplattform. | |   |

I svensk hälso- och sjukvårdslagstiftning ligger människovärdet nära begreppet integritet, vilket är relaterat till autonomi. En särskild likhet mellan människovärde och integritet är att individens integritet är något som ska värnas, även i fall där exempelvis psykisk sjukdom har upphävt hennes självbestämmanderätt.